# Шэньянский Дунлин
Шэньянский Дунлин или Фулин династии Цин — это мавзолей императора Нурхаци и его императрицы. Так как он находится в восточной части старого Шэньяна, традиционно называется Восточная императорская гробница (усыпальница).
Решение о начале строительства принято в 1629 году, на третий год правления под девизом «Тяньцун», в этом же году император Нурхаци и его императрица были похоронены в мавзолее.
В первый год правления под девизом «Чундэ» (1636), она стала называться усыпальница Фулин (кит. 福陵).
Как комплекс сооружений мавзолей был окончен в восьмой год (1651) правления под девизом «Шуньчжи», который был расширен и перестроен при правлениях под девизами «Канси», «Цяньлун» и «Цзяцин».
Как первый императорский мавзолей Цинской династии, усыпальница Фулин унаследовала особенности строительства предыдущих усыпальниц династии Мин, а при его постройке сочетались стили маньчжуров и местные особенности. Это — уникальное сооружение — музейный комплекс императорская усыпальница.
В основном построен к 1651 году. 540000 км², 32 постройки.
Сооружен напротив горы Тяньчжу, рядом протекает река Хуньхэ, строго ориентирован вдоль Священной дороги с севера на юг. Лестница из 108 ступеней (кит. 108 蹬台阶) ведет наверх, в покои.
Ворота Лунгэнь и Зал Лунгэнь — особенные — воплощают в себе изящество технологий того периода, а именно династии Цин. Во внутреннем дворе расположены красные двери, каменные статуи львов, тигров, лошадей, верблюдов и т. д.
Официально был открыт для туризма в 1929 году, в 1988 году вошел в список охраняемых объектов национального достояния КНР. 1 июля 2007 года занесен в каталог мирового наследия ЮНЕСКО, как часть объекта «Гробницы императоров династий Мин и Цин».